# Парсонс, Эстель
Эстель Парсонс (англ. Estelle Parsons, род. 20 ноября 1927, Марблхед, Массачусетс, США) — американская актриса, лауреат премии «Оскар», а также театральный режиссёр ряда бродвейских постановок.

## Ранние годы
Эстель Маргарет Парсонс (англ. Estelle Margaret Parsons) родилась 20 ноября 1927 года в городе Линн, штат Массачусетс, в семье шведки Элинор Ингебор и Эбена Парсонса. Образование она получила в школе Ук-Грув в штате Мэн. После окончания Коннектикут-колледжа (1949), она некоторое время изучала юриспруденцию в Бостонском университете, а затем начала свою карьеру в качестве певицы.

## Карьера
После переезда в Нью-Йорк Эстель Парсонс работала в качестве сценариста, продюсера, а также ведущей в новостной передаче «The Today Show». В 1961 году она дебютировала на театральных сценах Нью-Йорка, а в 1963 году стала обладательницей театральной премии «Theatre World Award». Парсонс также четыре раза номинировалась на «Тони» за свои роли в пьесах «Семь падений Миртл» (1968), «И мисс Рирдон пьёт немного» (1971), «Путь мисс Маргариды» (1978) и «Утром в семь» (2002). Помимо актёрской карьеры она также занималась режиссурой, поставив в 1986 году на бродвейской сцене «Ромео и Джульетту» и «Макбет».
Эстель Парсонс дважды выдвигалась на премию «Оскар» за лучшую женскую роль второго плана: в 1968 году за роль Бланш в фильме «Бонни и Клайд», которая принесла ей премию киноакадемии, и в 1969 году за Каллу Маки в картине «Рейчел, Рейчел». В 1971 году актриса была номинирована на премию BAFTA за роль в фильме «Человек-арбуз». Среди других её работ на большом экране картины «Всё ради Пита» (1974), «Дик Трейси» (1990) и «Парни побоку» (1995). В 1980 году актриса пробовалась на роль Памелы Вурхис в триллер «Пятница, 13-е», но роль была отдана Бетси Палмер.
На протяжении многих лет Эстель Парсонс была активна на телевидении. У неё были роли в телесериалах «Розанна», «Прикосновение ангела», «Закон и порядок», а также во многих телевизионных фильмах.
В 2004 году Эстель Парсонс была включена в Американский театральный холл славы.

## Личная жизнь
Актриса дважды была замужем. С 1953 по 1958 год за Ричардом Геманом, от которого родила двоих детей. В 1983 году она вышла замуж за Питера Зимрота, с которым вместе до сих пор.

## Избранная фильмография
| Год  |   | Русское название      | Оригинальное название      | Роль                   |
| ---- | - | --------------------- | -------------------------- | ---------------------- |
| 1967 | ф | Бонни и Клайд         | Bonnie and Clyde           | Бланш Бэрроу           |
| 1968 | ф | Рейчел, Рейчел        | Rachel, Rachel             | Калла Маки             |
| 1970 | ф | Человек-арбуз         | Watermelon Man             | Алтея Гербер           |
| 1970 | ф | Я никогда не пел отцу | I Never Sang for My Father | Элис                   |
| 1974 | ф | Всё ради Пита         | For Pete’s Sake            | Хелен Роббинс          |
| 1990 | ф | Сёстры Лемон          | миссис Капчак              | миссис Трухарт         |
| 1990 | ф | Дик Трейси            | Dick Tracy                 | миссис Трухарт         |
| 1995 | ф | Парни побоку          | Boys on the Side           | Луиз                   |
| 1996 | ф | В поисках Ричарда     | Looking for Richard        | Маргарита Анжуйская    |
| 1997 | ф | Эта дикая кошка       | That Darn Cat              | пожилая леди Маккракен |

## Награды и номинации
| Награда | Год  | Категория                         | Название работы | Результат |
| ------- | ---- | --------------------------------- | --------------- | --------- |
| Оскар   | 1968 | Лучшая женская роль второго плана | Бонни и Клайд   | Победа    |
| Оскар   | 1969 | Лучшая женская роль второго плана | Рейчел, Рейчел  | Номинация |
| BAFTA   | 1971 | Лучшая женская роль второго плана | Человек-арбуз   | Номинация |